# 気候研究ユニット
気候研究ユニット（きしょうけんきゅうユニット、英語: Climatic Research Unit; CRU）とは、イースト・アングリア大学の組織の一部で、自然および人為的な気候変動の研究に携わっている先導的な機関の一つである。
約30人の研究科学者と学生を抱え、気候研究に幅広く用いられている多数のデータセットを開発している。データセットには、統計ソフトウェアのパッケージや気候モデルのほかに、気候システムの状態をモニターするために用いられる地球温度記録などがある。

## 歴史
1971年、CRUはイースト・アングリア大学の環境学の学部の一つとして設立された。CRUの設立は、イギリス気象庁の元長官のグラハム・サットン卿（Graham Sutton）、イースト・アングリア大学の顧問のソリー・ズッカーマン卿、1971年と1972年に環境学の学部長であったキース・クレイトン教授（Keith Clayton）とブライアン・ファンネル教授（ Brian Funnel）のサポートに負うところが大きい。初期のスポンサーにはブリティッシュ・ペトロリアム、ナフィールド財団（Nuffield Foundation）、ロイヤル・ダッチ・シェルが参加している。ロックフェラー財団はもう一つの初期の支援者で、ウォルフソン財団（Wolfson Foundation）は1986年に現在の建物をCRUに寄贈した。1970年代後半から、CRUは、気候の再構築や温室効果ガス排出の気候に対する効果の解析を含む、これらの仕事を支援するアメリカ合衆国エネルギー省との一連の契約を通じて財政的支援を受けている。
CRUの最初の所長はヒューバート・ラム教授（Hubert Lamb）である。彼はイギリス気象庁で気候変動の研究へ導き、既に気候の傾向とそれらへの汚染の影響を研究していた国連の世界気象機関の議長であった。大きな気象変化と洪水の可能性は、それらの潜在的損失の緩和を欲している大手保険会社による資金提供とCRUへの関心を引き寄せた。CRUの設立の前は、気候は本質的に一定で変わらないと気象当局によって広く信じられていた。気候学コミュニティで、ラム等は、気候システムは実際に数十年から数世紀以上の時間スケールで大きく変動していたと以前から主張していた。CRUの設立は、ラムとその同僚がこの問題に集中して、決定的に議論に勝利することをついに可能にした。二酸化炭素による温暖化の効果に対しては、1977年にラムは気温減率の安定性を保つ対流などの働きにより、おそらく通説よりもずっと小さいのではないかとの見解を示している。
ヒューバート・ラムは1978年に退職した。 彼の後継者は、1978-93年にトム・ウィグリー（Tom Wigley）、1993-1998年にトレバー・デイビーズ（Trevor Davies）、1998-2004年にJean Palutikofとフィル・ジョーンズが共同で、2004-2009年にフィル・ジョーンズ、2009年からは所長代理としてピーター・リス（Peter Liss）が務めている。1984年に、CRUはリック・マザー（Rick Mather）によって設計された新しい筒状の建物に引っ越した。2006年に、初代所長に敬意を表してヒューバート・ラム・ビルディングと命名された。

## 活動
設立時、CRUはまだ有効なままの4つの主要な目的を提示した:
- 最近から大昔の気候の歴史に対して、より強固な知識を確立する。
- 地球規模で現在の気候の進展状況をモニターし報告する。
- 気候変動に作用している(自然および人為の)過程と、それらの発展の特有の時間スケールを特定する。
- 長期計画目的に役立ちそうな形式で、許容可能な科学的方法に基づき、気象の将来的な傾向と季節から何年も先の気候について勧告声明を出す可能性を検討する。

CRUの最も重要な成果の1つは、Hadley Centre for Climate Prediction and Researchと共同で集積した地球の地表近くの計測器による温度記録（Instrumental temperature record）である。最初に1980年代初頭に集積された、その記録は1850年からの地球温度の変動を示している。CRUはその記録の陸域の成分を集積し、ハドレー・センターは海域の成分を提供する。統合した記録は、気候変動に関する政府間パネルの全刊行物で使用されている。また、それは、年輪気候学（Dendroclimatology）に基づく過去一万年にわたるユーラシアの気候の研究と、温度記録に基づく過去200年のヨーロッパの気候の研究に関わっている。それはMEDALUS（Mediterranean Desertification and Land Use project）への参加である。生データの究極の管理人はデータの起源となる国の気象局であり、CRUは生データを全てではないが最も保有している。
それは季刊誌Climate Monitorを発行した。これは1998年に廃刊し、オンライン版のClimate Monitor Onlineに置き換わることになった。
CRUは世界中の多くのソースからデータを照合する。CRU所長のフィル・ジョーンズが科学誌ネイチャーに語ったところによると、彼はデータをその所有者の承諾を得て公的に利用できるように働いていたが、これには数ヶ月はかかると見込まれ、そのデータの販売で金を儲けていると国の気象局からの異論が予期されたとしている。データはアカデミックな使用に制限され、スペイン、ドイツ、バーレーン、ノルウェーの機関を含んだ秘密保持契約のために所有者の許可なくそのデータを自由に共有することはできなかった。いくつかのケースでは口頭で承諾を得て、文書による契約書のいくつかが移動の間に行方不明になった。こうした事情にもかかわらず、CRUは、CRUの科学者によって用いられているデータに対してFreedom of Information Actに基づき頻繁な要求をした気候変化懐疑論者によって注目の的になっている。ネイチャーは、2009年7月の5日間の間にスティーブン・マッキンタイヤ（Stephen McIntyre）から58のFOIの要求が「殺到して」おり、人々は生の気候データまたはそれらの利用に対する情報へのアクセスを要求する彼のブログClimate Auditに加わったと報じた。

## 電子メール論争
2009年11月、ハッカーはCRUによって用いられているサーバへのアクセスを得て、多量のデータを盗み、1000以上の電子メールと2000以上の文章を匿名でオンライン上に公表した。いくつかの気候変化懐疑論者とブロガーは、リークされた多数の電子メールの中には、科学者がデータを操作して、反対意見を持つ科学者を査読文献に入れないように共謀したという証拠が含まれていると断言した。気候変動コンセンサス（Climate change consensus）の批判者の主張によれば、その電子メールは地球温暖化が人間の活動によって引き起こされているという理論を毀損させ、その事件を「クライメートゲート」と称した。これらすべての告発は、CRUのスポークスマンによって否定されており、CRUの研究者は、その電子メールは文脈を無視したもので、単に率直な意見交換を反映しているに過ぎないと言明した。
CRU所長のフィル・ジョーンズ教授は、2009年12月1日、独立調査の結果が出るまでポストから一時的に離れることになった。彼は、なんでもかんでも「不作法な」活動を含んだメールを非難するのは「滑稽」であると述べた。
ミューア・ラッセル卿（Muir Russell）は、「許容可能な科学的習慣と対立しているために、いかなる研究成果であっても問題となりなねないデータの操作や隠匿の証拠があったかどうかを判断するために」電子メールとそのほかの情報を調べる権限を持った独立審査の担当者として任命された。
2010年各種の調査は終了し、捏造などの重大な不正はなかったと結論が出、ジョーンズは研究所の長に復帰した。